# Gruvolyckan i Lengede 1963

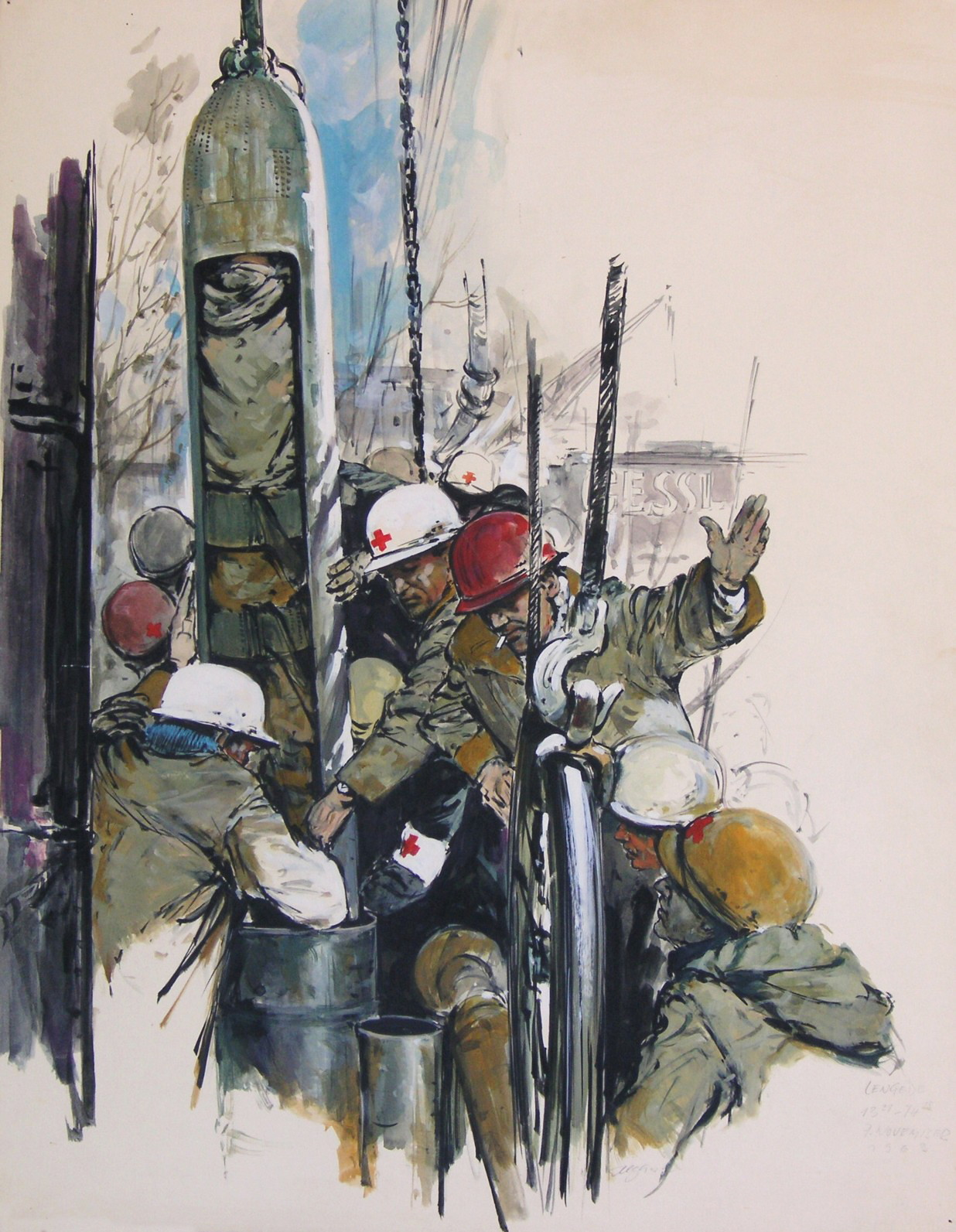
Das Wunder von Lengede, illustration av Helmuth Ellgaard den 7 november 1963.

Gruvolyckan i Lengede, även kallad Das Wunder von Lengede (miraklet i Lengede) var en gruvolycka som ägde rum den 24 oktober 1963 i järnmalmsgruvan Eisenerzgrube Lengede-Broistedt nära Salzgitter i den tyska delstaten Niedersachsen. Räddningen av 11 instängda personer efter två veckor blev dramatisk och att de överlevde betecknades som ett mirakel. Räddningsmetoden hade vissa likheter med Gruvolyckan i Copiapó 2010.
Olyckan inträffade på kvällen den 24 oktober när ca 460 000 m3 gyttjevatten trängde in i gruvan. Vid tillfället fanns 129 män i gruvan och av dessa lyckades 79 rädda sig medan 19 drunknade direkt. Dagen därpå kunde räddningsmanskapet rädda ytterligare sju personer. Hoppet att hitta fler överlevande var ringa, men den 1 november hörde räddningsmanskapet knackningar och hämtade upp tre gruvarbetare till. 
Därefter ansåg man att hoppet var ute att hitta fler överlevande och räddningsutrustningen demonterades och började borttransporteras. Mot förmodan hördes den 3 november plötsligt knackningssignaler från en provborrning från 58 meters djup; i en luftficka fanns 11 överlevande. Det var ursprungligen en grupp på 21 personer, som hade räddat sig till en övergiven del av gruvan. Tio män dog i väntan på räddning men 11 hade klarat sig under tio dygn i fullständigt mörker enbart genom att dricka vatten. Räddningsutrustningen beordrades tillbaka och begravningsgudstjänsten, som skulle hållas den 4 november ställdes in. 

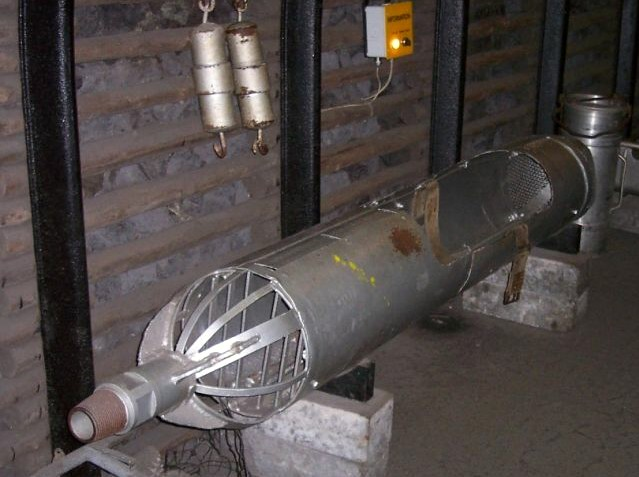
Räddningskapseln "Dahbuschbombe".

Genom det 58 mm breda provhålet försörjdes de 11 överlevande, och man ordnade även en telefonförbindelse, genom vilken de instängda kunde kommunicera med sina familjer och med räddningspersonalen. Själva räddningsborrningen med en diameter på 522 mm startades tidigt den 4 november. 
Borrningen tog tre dygn och risken att utrymmet där de instängda befann sig skulle rasa samman var stor. Den 7 november på morgonen var borrhålet klart och klockan 14:20 samma dag kunde den sista överlevande hissas i en räddningskapsel till ytan. Räddningskapseln (s.k. "Dahlbuschbombe") hade formen av en torped med en längd av 2,5 meter och en diameter på enbart 38,5 centimeter. I den kunde en person stående med armarna uppsträckt få plats.
Räddningsarbetena fick en stor mediebevakning världen över med över 450 journalister på plats. Tyska tv-kanaler sände för första gången live i samband med en olycka. Dåvarande förbundskanslern Ludwig Erhard var personligen närvarande. Händelsen blev även stoff för några dokumentär- och långfilmer.  I november 2003, 40 år efter den lyckade räddningen, sände tv-kanalen sat.1 halvdokumentären i två delar  Das Wunder von Lengede med bland annat Heino Ferch, Heike Makatsch och Nadja Uhl i rollerna. Miniserien sändes den 16 februari 2005 i Sveriges Television under namnet Miraklet.